# Chrysoériol
Le chrysoériol est un composé de la famille des flavones. C'est le dérivé 3'-méthoxylé de la lutéoline, et il est structurellement très proche de la diosmétine (4'-méthoxylutéoline). Il est naturellement présent dans les plantes du genre Artemisia (armoises).
Le chrysoériol a une activité vasorelaxante et hypotensive in vitro mais aussi in vivo chez les murinés par injection intraveineuse.
Les cannflavines (en) sont les dérivés prénylés du chrysoériol.